# 满蒙五路换文
满蒙五路换文，1913年秋袁世凯派孙宝琦、李盛铎前往日本，谋求承认袁政权，日本乘机提出“满蒙五路”的要求。同年10月5日日本驻华公使山座圆次郎与袁世凯政府秘密交换照会。

## 主要內容
1. 日本國取得四洮鐵路（連接四平街至洮南，即今四平至洮安）、開海鐵路和長洮鐵路（連接長春至洮南）三條鐵路的借款權
2. 日本國取得洮承鐵路和吉海鐵路的借款優先權。

日本人企圖借這條換文把其勢力從「南滿洲鐵道」的長大線（連接長春至大連的主幹線）延伸到東三省和內蒙古腹地，但最後因為受到中國人的普遍反對而緩辦。